# 640 Брамбілла
640 Брамбілла (640 Brambilla) — астероїд головного поясу, відкритий 29 серпня 1907 року Августом Копфом у Гейдельберзі.
Тіссеранів параметр щодо Юпітера — 3,159.